# Warner Bros.
Công ty Giải trí Warner Bros. (thường được gọi là Warner Bros. hoặc viết tắt là WB) là một công ty giải trí và điện ảnh của Mỹ có trụ sở chính tại khu phức hợp Warner Bros. Studios ở Burbank, California và là công ty con của Warner Bros. Discovery. Được thành lập vào năm 1923 bởi 4 anh em, Harry, Albert, Sam và Jack Warner, công ty đã tự khẳng định mình là người dẫn đầu trong ngành công nghiệp điện ảnh Mỹ trước khi đa dạng hóa sang hoạt hình, truyền hình, và trò chơi điện tử và là một trong những hãng phim lớn của "Big Five" của Mỹ, đồng thời là thành viên của Hiệp hội Điện ảnh (MPA).
Công ty được biết đến với bộ phận xưởng phim là Warner Bros. Pictures Group, bao gồm Warner Bros. Pictures, New Line Cinema, Warner Animation Group, Castle Rock Entertainment và DC Films. Trong số các tài sản khác của nó bao gồm công ty sản xuất truyền hình Warner Bros. Television Studios; chi nhánh phát triển và xuất bản trò chơi điện tử Warner Bros. Interactive Entertainment; và 50% quan tâm đến mạng truyền hình quảng bá The CW, đồng sở hữu với Paramount Global. Warner Bros. cũng điều hành các bộ phận khác nhau chuyên về xuất bản, kinh doanh, âm nhạc, sân khấu và công viên giải trí. Bugs Bunny, một nhân vật hoạt hình được tạo ra bởi Tex Avery, Ben Hardaway, Chuck Jones, Bob Givens và Robert McKimson trong loạt phim Looney Tunes, là linh vật chính thức của công ty.

## Một số bộ phim nổi tiếng và ăn khách

Logo được sử dụng từ năm 2019 đến năm 2023, vẫn được sử dụng làm logo phụ cho mục đích in ấn.